# Teufelssee (Grunewald)
Der Teufelssee ist ein etwa 2,1 Hektar großer zu- und abflussloser, sogenannter Himmelsteich, mit einer maximalen Tiefe von knapp sechs Metern im nördlichen Berliner Grunewald am Ende der Teufelsseechaussee. Er gehört zum Ortsteil Grunewald des Berliner Bezirks Charlottenburg-Wilmersdorf. Er ist 254 Meter lang und bis zu 107 Meter breit. Sein West- und Nordufer gehören zum Teufelsfenn und somit zum 13,1 ha großen Naturschutzgebiet Postfenn und Teufelsfenn. Das Südufer ist eine Badestelle. Am Ostufer befindet sich das 1872/1873 erbaute Wasserwerk Teufelssee, das älteste noch erhaltene Wasserwerk Berlins. Es wurde 1969 stillgelegt. Heute gehört es zum Naturschutzzentrum Ökowerk Teufelssee. Nordöstlich schließt sich der aus Trümmerschutt des Zweiten Weltkrieges aufgeschüttete Teufelsberg an. Der Teufelssee ist nicht zu verwechseln mit dem gleichnamigen See im Berliner Ortsteil Köpenick. Das Angeln ist im Teufelssee verboten.
Der Teufelssee ist eiszeitlichen Ursprungs. Er liegt in der Teufelssee–Pechsee–Barssee-Rinne, einer eiszeitlichen Schmelzwasserrinne. Die allesamt abflusslosen Seen der Rinne entstanden durch eingelagerte Toteisbrocken.

## Schutz des Teufelssees
Der Teufelssee wurde 1960 erstmals als Naturschutzgebiet vom Senat ausgewiesen. Die Ausweisung wurde 1986 erneuert und 2007 in das Naturschutzgebiet Postfenn und Teufelsfenn eingebracht. Der See gehört auch zum Fauna-Flora-Habitat Grunewald. Im Teufelssee kommt die seltene Fischart Bitterling vor. Der Bitterling lebt in einer interessanten Symbiose mit Teichmuschel und Malermuschel. Der geschützte Teil des Ufers ist landseitig durch Zäune abgegrenzt und beschildert. Das Baden ist in diesem Teil des Sees verboten, worauf wasserseitig eine Kette von Bojen hinweist. Um eine Wasserspiegelabsenkung des Sees zu verhindern, wird dem Teufelssee Grundwasser zugeführt. Durch die Grundwassereinspeisung wird nicht nur der Wasserhaushalt des Teufelssees gestützt, sondern auch das angrenzende Moor Teufelsfenn vernässt und als wertvolles Biotop erhalten.

## Teufelssee als Badesee

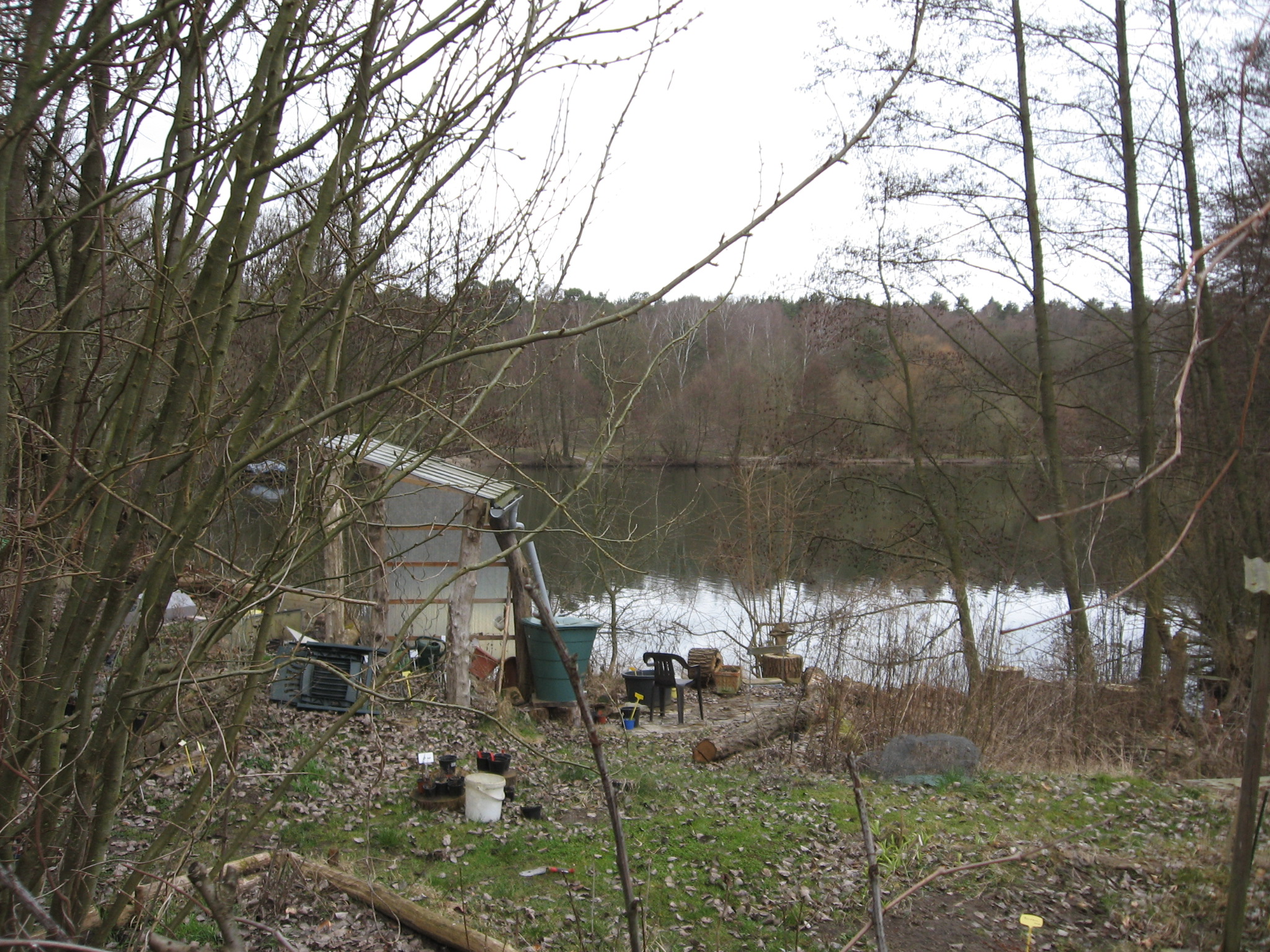
Teufelssee vom Ökowerk aus gesehen

Süd- und Südostufer des Teufelssees sowie ein Großteil der Wasserfläche gehören nicht zum Naturschutzgebiet und werden zum Baden genutzt. Der See hat klares bis trübes und sauberes, relativ sauerstoffarmes Wasser. Am See und der Liegewiese sind FKK und Textil durchmischt. Es gibt nur WC-Container und keine Duschen. Das Seeufer im Badebereich fällt recht steil ab. In der Seemitte befindet sich ein schwimmender Kunststoffponton. Die Fachgruppe Wasserhygiene des Landesamtes für Gesundheit und Soziales Berlin (LAGeSo) überwacht von April bis September die Badegewässerqualität. Die Badegewässerqualität wird als ausgezeichnet eingestuft. Der See hat eine niedrige Sichttiefe von bis zu 40 cm. Seit 2006 sind Verbesserungen der Sichttiefen feststellbar. Das LAGeSo geht trotz vorhandenem WC-Container davon aus, dass Fäkaleinträge durch Badegäste in den See gelangen. Auch durch Abfälle und Einschwemmungen von Tierkot (Wildschwein- und Hundekot) kann es zu bakteriologischen und mikrobiologischen Belastungen kommen. Am Teufelssee selbst besteht ein Hundeverbot und auf den umliegenden Wegen sind Hunde an der Leine zu führen.
Im August 2020 wurde über ein Foto, das die Schauspielerin Adele Landauer am FKK-Strand des Sees aufgenommen hatte, weltweit berichtet. Darauf ist ein nackter Mann zu sehen, der einer Wildsau und ihren Frischlingen hinterherrennt. Landauer zufolge verfolgte der Mann die Tiere, da die Sau seine Tasche mitsamt seinem Laptop im Maul trug.